# Tarmo Rüütli
Tarmo Rüütli (Viljandi, 11 augustus 1954) is een voormalig Estisch voetballer (middenvelder) die onder meer voor FC Norma Tallinn speelde. Na zijn actieve loopbaan stapte hij het trainersvak in.

## Bondscoach Estland
Na al enkele malen te zijn opgetreden als interim-coach van het Estisch voetbalelftal werd hij eind 2007 aangesteld als bondscoach van de nationale ploeg. Hij volgde de Deense oud-international Viggo Jensen op. Zijn voornaamste prestatie met Estland was het bereiken van de play-offs in de kwalificatiereeks voor de EK-eindronde 2012 in Polen en Oekraïne. Daarin werd de Baltische ploeg over twee duels verslagen door het Ierland van bondscoach Giovanni Trapattoni: 0-4 en 1-1. Eind 2013 stapte hij op. Rüütli werd opgevolgd door de Zweed Magnus Pehrsson.